# Congregació de la Cúria Romana
Una Congregació de la Cúria Romana és un dels departaments més importants de la Cúria Romana, que és l'administració central de l'Església Catòlica. En grau d'importància una congregació està per sobre d'un pontifici consell o una comissió pontifícia. En el seu origen, les congregacions eren grups selectes de cardenals, només procedents del Col·legi Cardenalici, que s'encarregaven de tenir cura d'algun camp d'activitat de la Santa Seu. Després del Concili Vaticà II aquests departaments també inclouen bisbes de diverses part del món que no són cardenals. Cada congregació també compta amb personal permanent. Cada congregació és dirigida per un prefecte, que en general és un cardenal.